# Acritocera negligens
Acritocera negligens är en fjärilsart som beskrevs av Butler 1886. Acritocera negligens ingår i släktet Acritocera och familjen träfjärilar. Inga underarter finns listade i Catalogue of Life.